# Impactos meteóricos en la Luna
Tanto la Tierra como la Luna y cualquier otro cuerpo celeste del Sistema Solar han sido impactados por meteoros desde su formación y precisamente por ello se conformaron como lo que hoy vemos.

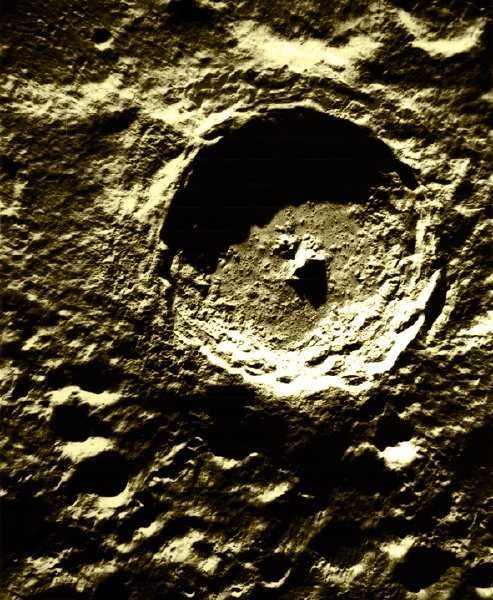
Tycho es el crater más entre los grandes cráteres de impactos de meteoros, del lado visible.

Pero la Luna no posee ninguna atmósfera al contrario que la Tierra, con lo que no tiene esa protección frente a impactos menores que puedan ser quemados durante su descenso a la superficie. Varias hipótesis aclaran que el satélite se formó hace 4500 millones de años a partir del impacto de un cuerpo —que se ha convenido en llamar Theia— del tamaño de Marte contra la Tierra.
Aunque la mayoría de los cráteres que salpican la superficie lunar se formaron hace varios millones de años, las rocas espaciales y los meteoritos siguen impactando en el suelo lunar dejando nuevas marcas. La Luna, al igual que la Tierra, recibe impactos a gran velocidad de manera continua por parte de meteoritos u otras partículas pequeñas; la Tierra recibe diariamente alrededor de 100 toneladas de material procedente de estos pequeños cuerpos, lo que ocurre es que muchos se desintegran al entrar en la atmósfera y caen en forma de polvo. En la Luna, sin atmósfera, los asteroides sencillamente impactan sobre su superficie creando un nuevo cráter.